# Тараканов, Иван Александрович
Ива́н Алекса́ндрович Тарака́нов (1872, Выкса, Ардатовский уезд, Нижегородская губерния — 1945) — советский деятель школьного образования, Герой Труда.

## Биография
Родился в 1872 году в селе Выксе Ардатовского уезда Нижегородской губернии. В 1897 году окончил Исторический факультет Московского педагогического института, после чего работал учителем в городе Иваново-Вознесенске. В 1906 году вступил в Российскую социал-демократическую рабочую партию. После Октябрьской революции 1917 года вернулся в свою родную Выксу, где стал одним из преобразователей школьного дела. В 1919 году возглавил выксенский отдел народного образования, после чего преобразовал местную гимназию в 9-летнюю школу II ступени, ставшую образцово-показательной. Кроме этого организовал детский дом, несколько детских садов и яслей, игровые детские площадки. В помещении монастыря открыл партийную школу и два заводских клуба. Был членом уездного бюро коммунистической партии и одним из организаторов комсомола в Выксе.

## Награды
10 сентября 1933 года Президиум Всероссийского центрального исполнительного комитета присвоил Ивану Александровичу Тараканову звание Герой Труда — первому в Выксе.